# Harvey Elliott
Harvey Scott Elliott (ur. 4 kwietnia 2003 w Chertsey) – angielski piłkarz występujący na pozycji napastnika w angielskim klubie Liverpool. Wychowanek Fulham, w trakcie swojej kariery grał także w Blackburn Rovers. Młodzieżowy reprezentant Anglii.